# لیام کویل (بازیکن فوتبال، زاده۱۹۹۹)
لیام کویل (انگلیسی: Liam Coyle؛ زادهٔ ۶ دسامبر ۱۹۹۹) بازیکن فوتبال است.